# Elizabeth Grosz
Pour les articles homonymes, voir Grosz.
Elizabeth Grosz, née en 1952 à Sydney (Australie), est une philosophe australienne, théoricienne féministe et professeure aux États-Unis. Elle enseigne dans la section des études féministes créée par  Jean Fox O'Barr à la Duke University.  Elle a écrit sur les philosophes français du XXe siècle comme Jacques Derrida, Michel Foucault, Luce Irigaray et Gilles Deleuze ou encore sur le psychanalyste Jacques Lacan, ainsi que sur le genre, la sexualité, la temporalité et la théorie de l'évolution darwinienne.

## Biographie
Elizabeth Grosz naît en 1952 à Sydney. En 1981, elle obtient son doctorat au département de philosophie générale de l'université de Sydney, où elle a été chargée de cours de 1978 à 1991. Elle a rejoint l'Université Monash en 1992. De 1999 à 2001, elle a été professeure de littérature comparée et d’anglais à l’Université d'État de New York à Buffalo. Elle a enseigné à la Rutgers University au sein du département d'études sur les femmes et les différences entre les sexes de 2002 jusqu'à ce qu'elle devienne professeur d'études et de littérature féminines à Duke en 2012.

## Travaux sur le genre
Elisabeth Grosz se positionne dans le débat « Nature vs culture » sur la question du genre en proposant une approche qui réconcilie biologie et sciences sociales. Selon Grosz les processus biologiques constituent la matière brute nécessaire à la constitution de la sexualité, mais le développement et la transformation du matériel brut ne peut se faire sans un cadre culturel qui constitue un « réseau du désir ». Sans cet aspect culturel la sexualité ne peut pas se construire.
Dans son livre Volatiles Bodies de 1994 elle propose de considérer que le genre (culture et expérience, environnement social) et le sexe biologique (corps, cerveau, muscle, ressenti psychique) sont deux facettes constitutives d'une bande de Moebius et que l'on passe sans cesse de l'un à l'autre de ces aspects si on circule sur ce ruban de Moebius, (p. 43-44).

## Publications
- Sexual Subversions: Three French Feminists (1989)
- Jacques Lacan: A Feminist Introduction (1990)
- Volatile Bodies: Toward a Corporeal Feminism (1994)
- Space, Time and Perversion: Essays on the Politics of Bodies (1995)
- Architecture from the Outside: Essays on Virtual and Real Space (2001)
- The Nick of Time: Politics, evolution, and the untimely (2004)
- Chaos, Territory, Art: Deleuze and the Framing of the Earth (2008)
- Becoming Undone: Darwinian Reflections on Life, Politics and Art (2011)
- The Incorporeal: Ontology, Ethics, and the Limits of Materialism (2017)